# Селиште (Србац)
Селиште је насељено мјесто у општини Србац, Република Српска, БиХ. Према попису становништва из 1991. у насељу је живјело 134 становника.

## Становништво
| Демографија | Демографија | Демографија |
| Година      | Становника  | Становника  |
| ----------- | ----------- | ----------- |
| 1948.       | 113         |             |
| 1953.       | 112         |             |
| 1961.       | 96          |             |
| 1971.       | 209         |             |
| 1981.       | 183         |             |
| 1991.       | 140         |             |
| 1993.       | 148         |             |